# District de Kamiminochi
Le district de Kamiminochi (上水内郡, Kamiminochi-gun) est un district de la préfecture de Nagano, au Japon, doté d'une superficie de 282,65 km2.

## Municipalités
- Bourgs :
  - Iizuna
  - Shinano
- Village :
  - Ogawa

## Historique
- Le 1er janvier 2005, le bourg de Toyono et les villages de Togakushi et Kinasa sont annexés à la ville de Nagano.
- Le 1er octobre 2005, les villages de Mure et Samizu fusionnent pour former le bourg d'Iizuna.
- Le 1er janvier 2010, le bourg de Shinshūshinmachi et le village de Nakajō sont annexés à la ville de Nagano.